# Halte de Brézilhou
La halte de Brézilhou ou Brézilhac est une ancienne halte ferroviaire française de la ligne de Carcassonne à Rivesaltes, située dans le hameau de Brézilhou, dans la commune de Campagne-sur-Aude, dans le département de l'Aude (département), en région Occitanie.
Elle est mise en service vers 1938 par la Société nationale des chemins de fer français et fermée entre 1969 et 1970 par la SNCF également.

## Situation ferroviaire
Établie à 268 mètres d'altitude, la halte de Brézilhou est située au point kilométrique (PK) 397,388 de la ligne de Carcassonne à Rivesaltes, entre les gares ouvertes de Campagne et de Quillan.

## Histoire
Cette halte a été mise en service vers 1938 lorsque la SNCF a repris la ligne.
Elle a été fermée lors de l'hiver 1969-1970 en même temps que la halte de Massia.

## Patrimoine ferroviaire
Le quai de la halte est toujours présent en août 2018 mais en revanche le bâtiment ne semble pas présent.